# Oton Župančič
Oton Župančič [óton župánčič], slovenski pesnik, dramatik, prevajalec in urednik revije Ljubljanski zvon, * 23. januar 1878, Vinica, Bela krajina, † 11. junij 1949, Ljubljana.

## Življenje
Oton Župančič je bil eden štirih predstavnikov slovenske moderne. Z Dragotinom Kettejem, Josipom Murnom Aleksandrovim in Ivanom Cankarjem se je začel družiti v dijaškem društvu Zadrugi. 
Rodil se je v premožni belokranjski trgovski družini. Oče Franc je bil doma       iz Selišč pri Dolenjskih Toplicah, mati Ana (roj. Malić) pa je bila hrvaškega rodu. Otroštvo je preživel v Vinici in v idilični vasi Dragatuš. Tu je s šestimi leti vstopil v osnovno šolo in jo končal v Novem mestu. Šolanje je nadaljeval na gimnaziji v Novem mestu, nato pa se je družina po gospodarskem propadu odselila v Ljubljano, kjer je 1895 dokončal gimnazijo. Po maturi je na Dunaju študiral zgodovino in zemljepis. Leta 1900 je oboje absolviral, vendar študija ni končal. V letu 1902/03 je odslužil vojaški rok. V Ljubljani je bil leta 1903 en semester suplent na ljubljanski prvi državni gimnaziji, nato pa 1905 za 5 let odšel v tujino. Živel je v Parizu, Dunaju. 1907 je postal vzgojitelj grofiča Manfreda Atemsa in živel v tej aristokratski rodbini v Wutembergu, na Predarlskem in na Bavarskem do 1910. Vrnil se je v Ljubljano, kjer se je sprva preživljal s prevajanjem, 1912 pa je postal dramaturg v ljubljanskem gledališču, po Aškerčevi smrti pa je postal mestni arhivar. Poročil se je z Ano Kesslerjevo in v zakonu so se mu rodili trije otroci. Od leta 1920 naprej je bil dramaturg Slovenskega narodnega gledališča v ljubljanski Drami in kasneje postal njegov upravnik (1929). Leta 1926 je prevzel predsedstvo Društva slovenskih književnikov in ga vodil do 1938, ko so ga izvolili za častnega predsednika. 1926 je bil tudi med ustanovitelji slovenskega PEN in bil izvoljen za njegovega prvega predsednika, kar je ostal do začetka vojne 1941 (s prekinitvijo 1933-36, ko ga je zamenjal Izidor Cankar). Oton Župančič je bil imenovan tudi med prve člane Slovenske akademije znanosti in umetnosti, ki je bila ustanovljena leta 1938. Pri njej je 1945 ustanovil in vodil Zavod za kulturo slovenskega jezika ter umetnostni razred. Od leta 1938 je bil tudi častni meščan Ljubljane. 
Med drugo svetovno vojno je bil povezan z NOB-jem. Vodstvu je bil tako pomemben, da so 1. oktobra 1944, ko so ga ujeli Nemci, v zameno za njegovo prostost izpustili ujetega nemškega generalmajorja Karla von Dewitz-Krebsa.
Po koncu druge svetovne vojne je sodeloval v javnem in političnem življenju, bil je poslanec ljudske skupščine LRS in član njenega Prezidija ter predsednik Slovenske matice (1947), katere delo je vodil dejansko že pred 2. svetovno vojno. Ob njegovi sedemdesetletnici mu je tedanja oblast podelila častni naziv »ljudski umetnik«, ljubljanska univerza pa ga je imenovala za častnega doktorja. Umrl je v Ljubljani leta 1949 in je pokopan na Žalah, v t. i. grobnici moderne. 
Oton Župančič je imel tri otroke, njegova sinova sta patofiziolog Andrej O. Župančič in arhitekt Marko Župančič, hčerka pa zdravnica Jasna Kmet Župančič.

## Delo

### Poezije za odrasle
- Čaša opojnosti (1899) (COBISS)
- Čez plan (1904) (COBISS)
- Samogovori (1908) (COBISS)
- V zarje Vidove (1920) (COBISS)
- Zimzelen pod snegom (1945) (COBISS)

### Otroške pesniške zbirke
- Pisanice (1900) (COBISS)
- Lahkih nog naokrog (1912) (COBISS)
- Sto ugank (1915) (COBISS)
- Ciciban in še kaj (1915) (COBISS)

### Dramska dela
- Veronika Deseniška (1924) (COBISS)

Velik pomen imajo tudi njegovi prevodi, zlasti Shakespeara in Molièra.

## Dela za otroke in mladino
S poezijo za otroke se je Oton Župančič z večjimi ali manjšimi presledki ukvarjal vse življenje in ji ves čas posvečal enako skrb kakor ustvarjanju za odrasle. Z otroškimi pesmimi se je njegova lirika začela. Prve je napisal že v nižji gimnaziji v Novem mestu, ko je bil še otrok. Takrat je nastala tudi pesmica Zima, zima bela, ki ji je kasneje dal naslov Pesem nagajivka. V Krekovem slovstvenem krožku in dijaški Zadrugi se je kot gimnazijec višjih razredov v Ljubljani šolal predvsem ob slovanski ljudski poeziji, glavni vir navdiha pa so mu bila v tem obdobju še zmeraj zelo živa doživetja iz otroštva v Beli krajini. V letih od 1894 do 1899 je objavljal z različnimi psevdonimi v katoliških mladinskih listih Vrtec in Angelček, nekaj tudi v reviji Dom in svet. Od leta 1900 do 1903 je objavljal otroške pesmi s svojim pravim imenom v liberalnem otroškem listu Zvonček (Kralj Matjaž, Divji mož, Deveti Kralj, Krnec, a kje si?, Razbojnik). To ustvarjalno obdobje v Župančičevi otroški poeziji predstavljajo Pisanice (1900).

### Pisanice
Pisanice so prva Župančičeva pesniška knjiga za mladino in kažejo mladega poeta, ko se še predaja igrivim doživetjem iz komaj minulega otroštva. Zbirko je pesnik pripravljal za veliko noč leta 1900, zato jo je poimenoval po belokranjskih pisanicah ter s tem še posebej opozoril na svojo povezanost z Belo krajino in na slikovitost, pisanost motivov v njej. Vanjo je uvrstil najzgodnejše pesmi, ki jih je ustvaril še kot s podeželja prihajajoči gimnazijec. Jedro zbirke sestavljajo pesmi, ki so izšle v letih 1894 do 1898 v Vrtcu in Angelčku ter Domu in svetu. Pet jih je prvič izšlo v Čaši opojnosti (1900), šest pa leta 1900 v mladinskem listu Zvonček. V Župančičevih mladostnih verzih je polno veselja, sonca, prekipevajočega občutja spomladanske rasti in otroške nagajivosti. V lahkotnih in spevnih pesmicah se vrstijo igrivi prizori iz narave (Na poljani, Žarki, Čez noč, Zarja, Božji volek), belokranjski ljudski običaji (Na Jurjevo), ljubke otroške igrice (Na kolenu, Pesem nagajivka, Zvezdice, Cigani) in poučne zgodbice (Pripovedka o nosu, Kanglica, Zlata ptička). Pesnik je otrokom bogato postregel tudi s pravljičnimi motivi (Sneguljčica, O Indiji Koromandiji). Iz nekaterih pesmic se že oglaša njegova bolečina ob izseljevanju rojakov (Barčica, Mornar, Ločitev). V zbirki najdemo tudi nekaj zahtevnejših pesmi, ki so prevod ali obdelava slovanskih ljudskih pesmi. Številne pesmi iz Pisanic so svojo očarljivost ohranile vse do danes. 
Oton Župančič je s svojo otroško poezijo napravil pravo spomladansko razpoloženje v tedanjem slovenskem slovstvu. Ob njej so sproščeno uživali otroci in odrasli, cenjena pa je bila tudi med pesnikovimi literarnimi prijatelji (Dragotin Kette, Josip Murn Aleksandrov in Ivan Cankar).

### Lahkih nog na okrog
Konec leta 1912 je izšla Župančičeva druga pesniška knjiga za otroke – Lahkih nog na okrog. Pesmice iz te zbirke so nastale v času, ko je bil Župančič domači učitelj na gradu Kissleg na Nemškem. Takrat ga je namreč prosil ljubljanski založnik Schwentner, za katerega je proti koncu leta 1907 že prevedel Kreidolfovo prozno pravljično besedilo k nemški slikanici Palčki Poljanci (Die Wiesenzwerge). Ta naj bi mu prevedel tudi verze iz nove nemške slikanice Spiel und Scherz und ein Wenig Schmerz, ki jo je želel izdati. Ko pa je pesnik prebral verze Heinricha Meiseja in si natančneje ogledal slike Gertrude Caspari, z nemškimi stihi ni bil zadovoljen, ker so se mu za slovenske otroke zdeli preveč tuji, zato je opustil prevajanje ter k nemškim slikam napisal svoje pesmi. Tako so slovenski otroci nekaj let kasneje (1912) dobili slikanico Lahkih nog na okrog. Pesmice so bile namenjene otrokom v predšolski dobi in na začetku ljudske šole, zato številne ponazarjajo otroške igrače in igre z njimi, npr. možička kopitljačka, papirnatega zmaja, tekanje z obročem, mehurčke iz milnice. Druge spet na igriv način govorijo o otrokom najbolj znanih in ljubih domačih živalih, plavajočih račkah, konjičku pri goski. V nekaterih pesnik vzbuja v otrocih smisel za šalo in vedrost ter jih hkrati uči spoznavati in ljubiti domovino. Med pesmicami iz te zbirke so najbolj prisrčne: Možiček-kopitljaček, Kolá se kolač, Hi hop in Sonce, zemlja, mesec. Posebna odlika te zbirke sta barvit pesniški jezik in igriva domišljija. Zaradi zelo dobrega sprejema slikanice Palčki Poljanci v domovini, je pesnika spodbudilo k premišljevanju o tem, kako bi dal slovenski mladini izvirno besedilo z izvirnimi podobami. V začetku leta 1908 je na Dunaju, kamor je prišel zaradi študija oziroma izpitov, že snoval abecedo v verzih. Novo delo naj bi imelo naslov Abeceda na polju in v gozdu in bilo ilustrirano. V začetku septembra se je Župančič o svoji abecedi pogovarjal tudi s slikarjem Sašo Šantlom, profesorjem risanja na gimnaziji Pazin. Slikar je bil nad zamislijo o izvirni slovenski slikanici in nad verzi zelo navdušen. Pesniku je takoj izrazil pripravljenost, da bi k njegovim verzom z velikim veseljem naslikal podobe. Na žalost sta potem vse do jeseni 1909 zaman iskala založnika, ki bi bil pripravljen natisniti njun skupni projekt. Tako je domiselno zasnovano delo nedokončano ostalo v rokopisu. V pesnikovi zapuščini so se ohranile dokončno izoblikovana besedila za 18 od 25 črk. Manjkajo verzi črke A, B, C, E, F, I in Z. Pisal je dvovrstične kitice, kjer je po abecednem redu igrivo, domiselno in šaljivo oživil otrokom dobro poznane živali; posebno ptičke, rože, rastline, sadeže, gobe, grme ter drevesa na polju in v gozdu. Prvo knjižno izdajo je slikanica Abeceda na polju in v gozdu doživela šele leta 1986, kjer je manjkajoče verze za črke A, B, C, E, F, I in Z karseda skladno z Župančičevim stihom, metaforo in občutjem ustvaril in dodal pesnik Niko Grafenauer, ilustracije pa so delo slikarke Jelke Reichman.
Svoji najboljši pesniški zbirki za mladino Sto ugank in Ciciban je Oton Župančič zasnoval v letih, ko se je njegova ustvarjalna moč vzpela najvišje. Takrat se je njegov odnos do pisanja za mladino močno poglobil, do sebe in do drugih pa je postal še bolj zahteven in strog.

### Sto ugank
Uganke so bile Župančičeva precej priljubljena literarna zvrst in jih je začel pisati že zelo zgodaj, prve skromnejše primere je ustvaril v gimnazijskih letih. Na zbirko svojih izvirnih ugank je začel verjetno misliti v letu 1914, v samostojni knjigi pa so izšle septembra leta 1915 z daljšim naslovom Sto ugank – tristo zadrg, tristo zank. Knjižica je prava zakladnica bistroumnih jezikovnih in miselnih igric, v katerih se mora mladi bralec skozi nastavljene „zadrge“ in „zanke“ pazljivo prebiti do pravilne rešitve. V zbirki so razporejene po tematskih sklopih. Uvodne; od 1. do 18. zajemajo naravo na podeželju, polje in drevesa; uganke od 19. do 46. zajemajo kmečko domačijo, živali in opravila; od 47. do 50. cerkev z verskimi obredi; v ugankah od 51. do 90. so v ospredju svetlobni pojavi in nebesna telesa; v zadnjih 91. do 100. sta navzoči primorska pokrajina in misel na domovino. Po obliki so te uganke kratke kitice z dvema do štirimi stihi v različno razgibanih ritmih. Reči, stvari in pojavi nastopajo vedno poosebljeno, nazorno in živahno. Od Župančičevih stotih ugank so nekatere za otroke lahko rešljive, druge zahtevajo od njih več miselnega napora, kar precej pa je med njimi tudi takih, ki so za mlade glavice prezahtevne in jih razumejo šele odrasli bralci.

### Ciciban
Meh za smeh in vrečo sreče

Ciciban za name vleče, ne za hišo zidano, 

Le za voljo židano!
Ciciban je gotovo najbolj poznana Župančičeva knjiga in ena najbolj priljubljenih pesniških zbirk sploh, kar jih je kdajkoli izšlo na Slovenskem. Po umetniški dovršenosti presega vse druge pesnikove knjige za otroke in ga lahko primerjamo samo z njegovimi najboljšimi pesniškimi zbirkami. Ciciban je tudi literarni lik, ki se pojavlja v tej zbirki otroških pesmih. S Cicibanom se je Župančič vzpel na vrh mladinske poezije pri Slovencih, naši mladini pa je ustvaril pesniškega junaka, ki se po priljubljenosti lahko primerja z najbolj poznanimi literarnimi liki iz svetovne mladinske književnosti.
Prva izdaja je bila natisnjena v decembru 1915. leta z naslovom Ciciban in še kaj, naslednje pa imajo skrajšan naslov Ciciban. Prvotno naj bi se zbirka imenovala Meh za smeh. Ime za svojega pesniškega junaka in s tem tudi za naslov zbirke je Župančič našel v Srpskem rječniku Vuka Karadžića, kjer je zapisana tudi ljudska uganka, v kateri nastopata Ciciban in Cicibanica. Spodbude za svoje najboljše otroške pesmi je Župančič dobil v domačem družinskem življenju. Ob mladi ženi Ani in prvorojenem sinu Marku je zdaj prvič doživljal toplino doma, spoznaval globlji smisel družinskega življenja in ponovno odkrival lepote otroškega sveta. V trenutku največje notranje sproščenosti so v njegovi domišljiji nastajale pesmice o dobrosrčnem Cicibanu  (Kadar se Ciciban joče, Ciciban in čebela, Mehurčki, Ciciban – Cicifuj, Ciciban zaspi, Slovo). V teh pesmih se je Župančič mojstrsko približal otroškemu mišljenju in čustvovanju ter načinu izražanja. Prav to pa mu je omogočilo, da je lahko otrokom tako neprisiljeno in prepričljivo spregovoril o nekaterih temeljnih vrednotah, kot so dobrota, resnicoljubnost, ljubezen do matere, do domače besede in do domovine. Njegova pesniška beseda ni vzvišena, temveč je zmeraj človeško topla in pretkana z vedrim humorjem. Uvodni sklop sestavljajo pesmi o veselih, žalostnih in častitljivih kolednikih, v katerih se Župančič zavzema za otrokovo vedrino in smeh (Veseli koledniki, Žalostni koledniki, Častitljivi koledniki). Posebno skupino pesmic si je zamislil kot gibalne igrice (Dedek Samonog, Otroci spuščajo mehurčke, Ples kralja Matjaža). V drugih naj bi otroci posnemali različne glasove: žabje regljanje (Žabe), ščebetanje vrabcev (Vrabci in strašilo), medvedje brundanje (Stari medo), potrkavanje zvonov (Zvonovi). Vmes se vrstijo šaljivke (Povabilo, Zlato v Blatni vasi), uspavanke (Uspavanka, Pismo, Ciciban zaspi) in tudi poučne pesmi (Zvezdoznanstvo, Naše luči). Vse skupaj pa sestavljajo nadvse barvito podobo otroškega sveta, v katerem je še vse nedolžno čisto.
Z besedo Ciciban Župančič poimenuje otroke, ki so nagajivi, zvedavi, veseli, včasih tudi žalostni, jokavi ... Cicibani so otroci, ki lahko menjajo razpoloženja večkrat na dan in to je Župančič poskušal prikazati v svoji zbirki pesmi.
Po Cicibanu Župančič ni več objavil nobene nove pesniške zbirke za otroke. Leta 1927 je prepesnil v slovenski jezik verze za slikanico Pokonci izpod korenin (Etwas von den Wurzelkindern), za katero je v izvirniku napisala besedilo v stihih in naslikala ilustracije nemška slikarka Sibylle von Olfers. Literarno mnogo pomembnejša pa je njegova prepesnitev Puškinove Pravljice o carju Saltanu iz leta 1937. Med drugo svetovno vojno, ko je sin Marko trpel po zaporih in taboriščih, je zasnoval nekaj otroških pesmi, v katerih spet nastopa Ciciban (Kaj joče v vetru, Zaspal je Ciciban). Nazadnje, leta 1948 je nastala skupina pesmi o ptičkah (Ptička pod nebom, Naslikam tičko, Tička skaklja).
“Župančič je že v svojih mladih letih pisal mladinske pesmi; te, ki jih je napisal v moški dobi, so mnogo boljše in bodo zopet kažipot, kakor je bila doslej vsaka njegova knjiga. Pristno je vse, njih duh, predmet in oblika in naši otročiči jih že veselo žvrgole.” (Izidor Cankar, DS 1916, 44-45.)

## Spominska soba Otona Župančiča
Knjižnica Otona Župančiča v Ljubljani je 23. januarja 2008 odprla v svojih prostorih lepo urejeno spominsko sobo, ki jo je pesnik zapustil Mestnemu muzeju Ljubljana. Muzej je tudi sodeloval pri ureditvi in postavitvi predstavljenih predmetov in zbirke knjig ter rokopisov. Obe instituciji sta dobro sodelovali, mestna občina Ljubljana pa je projekt finančno podprla v zadovoljstvo bralcev in obiskovalcev knjižnice.
Po Otonu Župančiču je poimenovana ljubljanska ulica in še nekaj ulic/cest v nekaterih drugih slovenskih mestih.